# Runabout

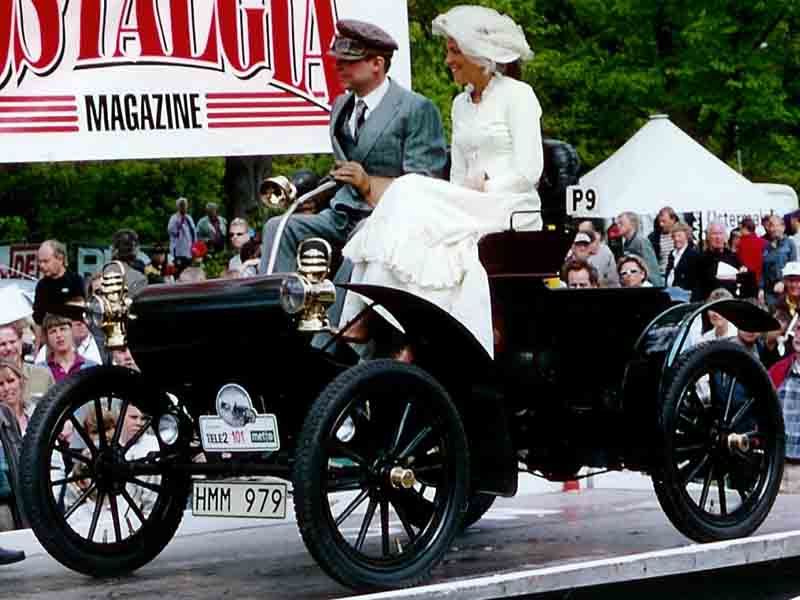
1904 Oldsmobile Curved Dash – przykład samochodu typu runabout

Runabout − tak nazywano w USA lekki, mały, prosty i tani samochód (zazwyczaj z jednocylindrowym silnikiem, dwoma miejscami i bez dachu). Jest on poprzednikiem dwudrzwiowych kabrioletów, roadsterów i aut sportowych, a odpowiednikiem phaétonu, za to przeciwieństwem modeli tourer.
Zazwyczaj były to auta z początków motoryzacji (a więc z początków XX wieku).

## Przykłady
- Oldsmobile Curved Dash z 1902 roku (pierwszy produkowany na masową skalę samochód w USA, moc 4KM)
- Ford N (prekursor modelu T)
- Bugatti Typ 22
- Mercedes Simplex z 1907